# Kébou

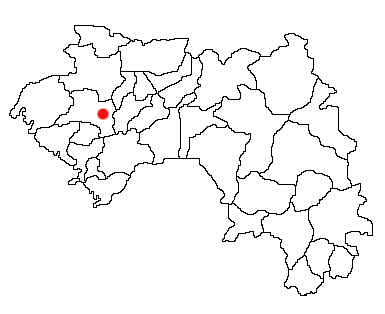
Localisation de Télimélé

Le Kébou (ou Kebu, Keebu) est une province historique de la Guinée, dont le territoire se trouve aujourd'hui dans la préfecture de Télimélé (région de Kindia).
C'est un paysage de petites collines, les monts du Kébou constituant les contreforts sud-ouest des plateaux du Fouta-Djalon.

## Climat
Le climat de savane règne dans la région. La température moyenne annuelle dans la province est de 23 ° C. Le mois le plus chaud est avril alors que la température moyenne est de 27 ° C, et le plus froid des mois est août avec 19° C. Les précipitations annuelles moyennes sont de 2 407 millimètres. Le mois le plus sec est août, avec 543 mm de précipitations en moyenne, et le plus sec est janvier, avec 2 mm de précipitations.
Kébou